# Carmen Rischer
Carmen Rischer (Munique, 16 de maio de 1956) é uma ex-ginasta alemã, que competiu em provas da ginástica rítmica.